# تاداسانا

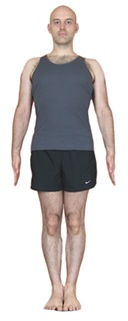
تاداسانا - حرکت کوه

تاداسانا (سانسکریت: ताड़ासन) وضعیت کوه یا ساماستیت (سانسکریت: समस्थिति ; IAST: samasthitiḥ) آسانای ایستاده در یوگا به عنوان ورزش است. در متون هاتا یوگا قرون وسطایی توصیف نشده‌است و اساس چندین آسانا ایستاده دیگر است.

## ریشه‌شناسی و ریشه‌ها
Tāḍāsana از کلمات سانسکریت ताड tāḍa، "کوه" و आसन āsana به معنای حالت نشسته‌است.   Samasthitiḥ از सम sama به معنای متعادل" است؛    स्थिति sthiti، ایستادن است. این حرکت در هاتا یوگا تا قرن بیستم ناشناخته بوده است.

## شرح
قائم، راست، بی حرکت و ثابت ایستادن و عضلات اطراف زانوها را به سمت ران‌ها کشیده طوری که عضلات روی ران‌ها به سمت داخل چرخش پیدا می‌کند. عضلات شکم کمی به طرف بالا و داخل کشیده می‌شوند. 
عضلات قفسهٔ سینه را به طرف شانه‌ها کشیده می‌شوند. کف دستها مقابل ران‌ها قرار می‌گیرد و انگشتان دست به سمت زمین. در این حالت دست‌ها با بدن زاویهٔ چهل و پنج درجه می‌سازد. 
چانه موازی با زمین، صورت روبرو، پشت سر در راستای ستون فقرات و نگاه خیره به یک نقطه ثابت است. وزن بدن به‌طور یکسان بر روی کف هر دو پا تقسیم می‌شود. تنفس آرام است. 
آساناهایی که به آمادگی برای تاداسانا کمک می‌کنند عبارتند از Adho Mukha Svanasana و Uttanasana.